# Laguna Deseada
La laguna Deseada es un cuerpo de agua superficial ubicado en la comuna de Porvenir, provincia de Tierra del Fuego de la Región de Magallanes (Chile).
(No confundir con lago Deseado, ubicado sobre el meridiano límite entre Chile y Argentina en la isla de Tierra del Fuego.)

## Ubicación y descripción
De acuerdo al inventario público de lagos publicado por la Dirección General de Aguas del Ministerio de Obras Públicas de Chile sus características son:
- Latitud                = 53G 05M
- Longitud               = 70G 18M

Está ubicada al norte de Porvenir y directamente al sur de la bahía Gente Grande en la orilla sur del estrecho de Magallanes sobre la isla de Tierra del Fuego.
Su cuenca tiene una extensión de 185 km² y su espejo de agua abarca 12,64 km² en una altitud de 10 m s. n. m.: 288 
Un estudio de la Comisión Nacional de Riego describe la zona entre Porvenir y la bahía Gente Grande:: 26 
El sistema hidrográfico de la zona está integrado por numerosos cauces, lagos y lagunas. En la zona Norte del área de este estudio específico, el sistema está integrado por chorrillos que confluyen al lago Serrano, el cual desagua a una pequeña laguna en el sector de Los Recuerdos, la que a su vez desagua en la laguna Deseada, cuyo afluente* desemboca finalmente al océano al Sur de la Bahía Gente Grande en la Caleta Hobbs.
Al Oriente de la Laguna Deseada se encuentra el río de Los Patos, el cual desemboca en la Bahía Gente Grande. Hacia el Poniente, entre las lagunas y el océano se localizan numerosos apozamientos y pequeñas lagunas, la mayoría de las cuales se encuentran saladas. En el sector central de la zona de estudio, se localizan la Laguna Verde, cuyo afluente de mayor importancia es el Estero Ona y, un poco más al Sur, se encuentra el Lago de Los Cisnes, siendo el Estero Casa de Lata su afluente más importante. Al Oriente de estas dos lagunas se encuentran otras más pequeñas las cuales se encuentran todas saladas.
En el sector Sur de la zona de interés se localiza el río Porvenir, el cual desemboca en el Estrecho de Magallanes en la Bahía del mismo nombre. Siguiendo más al Sur se encuentra la Laguna Mac-Kay, el Lago Azul y la Laguna Barrosa. Finalmente en el sector de Las Mercedes se localiza el río Santa María.
(* Se trata muy posiblemente de un error tipográfico. Obviamente un lago desagua a través de su emisario.)

## Hidrología
El mismo estudio de la CNR estimó los caudales afluentes medios anuales al lago Serrano en 0,260 m³/s, a laguna Verde en 0,147 m³/s, y al lago de Los Cisnes en 0,242 m³/s.: 27 

## Historia
En el mapa de Risopatrón, Ossandón y Bolaño aparece con el nombre "laguna Turbia".
Luis Risopatrón la describe en su Diccionario Jeográfico de Chile de 1924:
Deseada (Laguna) 53° 06' 70° 18'. De unos 8 kilómetros de largo, con aguas de un color amarillento mui pronunciado i de un sabor nada agradable, tiene rodados de 5 centímetros de diámetro de formación granítica mui cuarzosa en sus riberas; ofrece un islote en el centro, está rodeada de abundante vejetacion, en capas de mas de 2 m de tierra vejetali se encuentra a 41 m de altitud, en la parte W de la isla Grande de Tierra del Fuego, a corta distancia al S de la costa S de la bahía de Jente Grande. 1, VI, p. 155 (Serrano, 1879); XI, p. 307 i carta de Bertrand (1885); i XXIV, carta 95; i 155, p. 253; lago Deseado en 1, VI, 210 plano; laguna Amarilla en 56, carta de Nordenskjold (1897); i Turbia en 156.

## Población, economía y ecología
La ciudad de Porvenir es el centro urbano más cercano.